# Corine Rottschäfer
Corine Spier-Rottschäfer (Hoorn, 8 de maio de 1938 – 24 de setembro de 2020) foi uma modelo neerlandesa que venceu o Miss Mundo 1959.
Ela foi a primeira de seu país a levar o título e em 1957 já havia vencido o Miss Europa. Também havia se classificado para o Top 15 do Miss Universo 1958.  

## Participação em concursos de beleza

### Miss Países Baixos 1957
Corine tinha apenas 17 anos quando venceu o Miss Holanda 1957.

### Miss Europa 1957
Corine venceu o Miss Europa 1957 em junho de 1957 na cidade alemã de Baden-Baden. Ela foi a primeira de seu país a vencer este concurso.  

### Miss Universo 1958
Devido a seus compromissos como Miss Europa, ela não conseguiu participar do Miss Universo 1957, mas foi Top 15 no Miss Universo 1958, concurso no qual levou também o prêmio Miss Fotogenia. 

### Miss Mundo 1959
Concorrendo com outras 36 representantes, Corine venceu o Miss Mundo 1959, que foi realizado em Londres.  
Neste concurso ela acabou substituindo Peggy Erwich, eleita Miss Holanda 1959 e que desistiu de ir ao Miss Mundo por ter recebido uma proposta de trabalho na Alemanha.
Pouco antes do desfile final, segundo o NOS em 2020, ela descobriu que havia buracos queimados em seu vestido, tendo então a Miss Israel lhe emprestado um traje. Corine venceu e a israelense acabou ficando em 3º lugar. 
Como prêmio, segundo o NOS também, Corine ganhou 4 mil florins (o florim holandês foi abolido devido ao Euro), um carro e um vale-combustível no valor de outros 16 mil florins. "Ela não tinha muito dinheiro na época e achou muito caro transportar o carro de Londres a Amsterdã, então ela vendeu o carro e o vale por 6 mil florins", escreveu a publicação também. 

## Vida após os concursos

### Carreia como modelo
Logo após o Miss Mundo, Corine teve uma exitosa carreira como modelo e apareceu diversas vezes na TV. Ela também abriu sua própria agência de modelos em Amsterdam. Segundo o NOS, "em 1964, ela fundou a primeira agência de modelos profissionais no Benelux, a Corine's Agency. A empresa permaneceu como uma agência líder no mundo da modelagem internacional por décadas, mas não sem problemas". "Logo a polícia estava na porta. Eles pensaram que eu estava comandando uma agência de acompanhantes", disse ela para a publicação.  
O Volkskrant relata que ela recusou um contrato no cinema de Hollywood.  "Para ela, só existia uma Hollywood e essa era Amsterdã", reportou a publicação. 
Em 2002, pouco antes de se aposentar - e fechar sua agência - ela disse numa entrevista ao Algemeen Dagblad, segundo o Volkskrant, que "tecnicamente,  era muito boa. Na minha época não havia maquiadores, estilistas e patrocinadores que andavam constantemente por perto para maquiar o rosto ou arrumar a roupa. Você fazia tudo sozinha". Ela também disse que "não se achava tão bonita, mas sabia muito bem como fazer seu trabalho como modelo". 

### Casamento e filhos
Em 1962 ela se casou com um arquiteto e mais tarde com o político Edo Spier, com quem teve dois filhos. 

### Morte
Morreu em 24 de setembro de 2020, aos 82 anos.
A notícia de sua morte repercutiu em diversos veículos de imprensa dos Países Baixos (Holanda), como no Volkskrant , NOS , NU  e em outros países, como na revista francesa Paris Match  e no Vietnã . 
A causa da morte não foi revelada. 